# Sietas Typ 110
Der Typ 110 ist mit 28 gebauten Einheiten einer der erfolgreichsten Serienfrachtschiffstypen der Sietas-Werft in Hamburg-Neuenfelde.

## Geschichte
Hergestellt wurde die Baureihe von 1981 bis 1986. Für das zweite bestellte Schiff (Tini, Baunummer 872) bis zum achten bestellten Schiff (Frauke, Baunummer 897) wurde gemeinsam Kapital eingeworben. Diese Gruppe wurde als „Söben Deerns“ (sieben Mädchen) beworben und erhielt daher ausnahmslos Frauenvornamen. Eingesetzt wird der Typ 110 vorwiegend in der kleinen und mittleren Fahrt sowie auf Flüssen. Die einzelnen Schiffe sind je nach Version (110, 110a, 110b oder 110c) durch die Absenkbarkeit der Aufbauten, verschieden geformtem Steven, unterschiedliche Laderaumhöhen und anderen Besonderheiten auf den jeweiligen Einsatz abgestimmt. Der Typ 110 bildete die Grundlage zur Entwicklung des Sietas Typs 130.

## Technik
Angetrieben werden die meisten Schiffe der Baureihe von einem auf 735 kW gedrosselten 4-Takt-Dieselmotor, der über ein Untersetzungsgetriebe auf einen Verstellpropeller wirkt. Einzelne Schiffe erhielten auch leistungsstärkere Antriebsanlagen. In der Serie wurden Schiffsdieselmotoren verschiedener Hersteller verbaut.

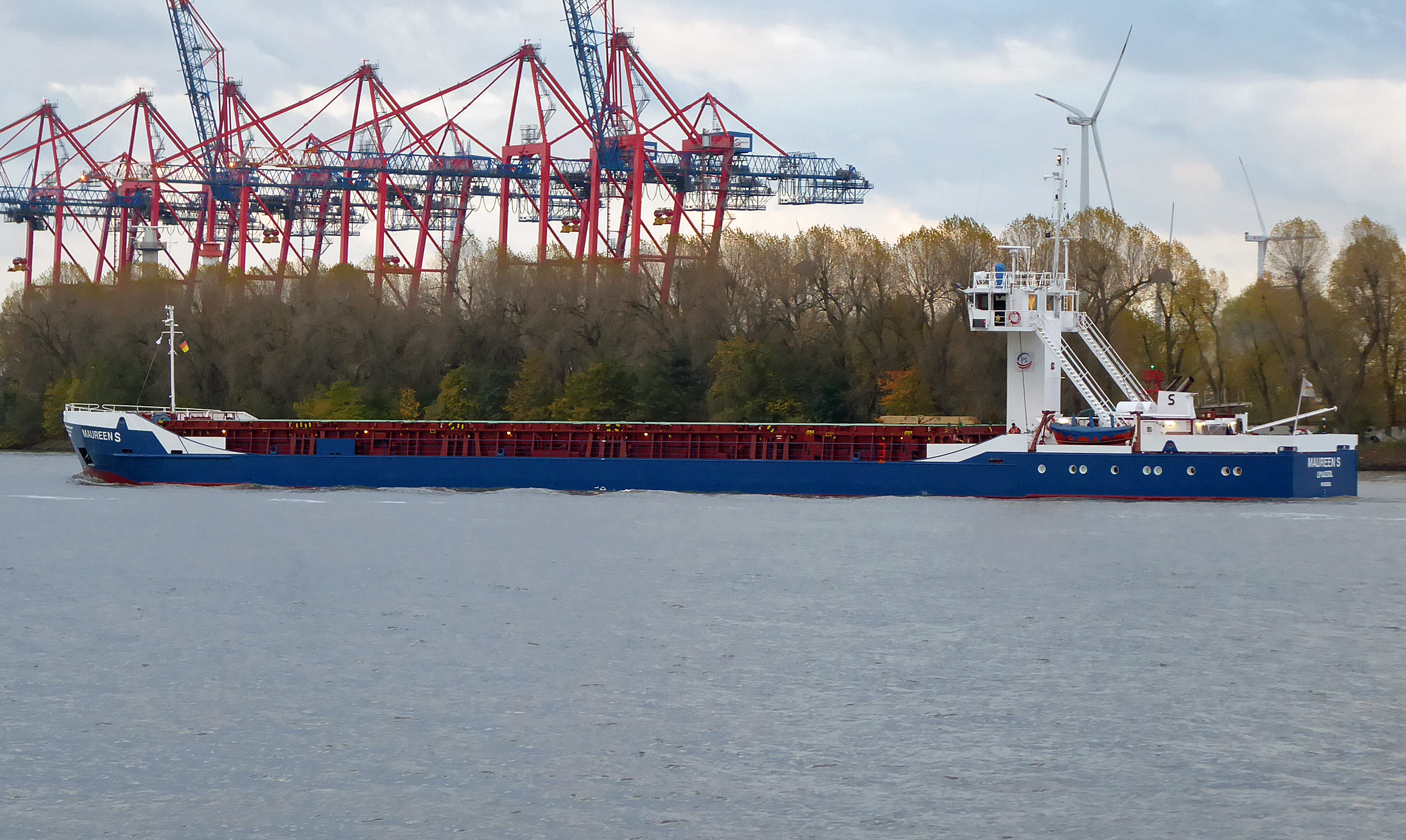
Heckansicht der Maureen S (ex Katharina Siemer)

Die eisverstärkten Rümpfe wurden in Sektionsbauweise zusammengefügt. Die flussgängigen Schiffe wurden in der Basisausführung (Typ 110) mit einem absenkbaren Ruderhaus, klappbaren Masten und einem senkrechten Steven ausgeführt. Der Typ 110a verfügt abweichend davon über feste Aufbauten und die Variante 110b zudem über einen um 3,90 Meter längeren Rumpf mit ausfallendem Steven sowie einen Wulstbug. Der Typ 110c besitzt eine Laderaumhöhe von 7,4 statt 6,9 Meter und ein weiter ausfahrbares Ruderhaus, wodurch die Beladung mit höherer Decksladung möglich ist. Die Ausführungen mit Hubbrücke werden oft als „Seeschlange“ tituliert. 
Der 55,92 mal 9,30 Meter große kastenförmige Laderaum (box-shaped) des Basistyps mit einem Rauminhalt von 3.777 m³ ist für den Transport von Containern und Schwergut verstärkt und hat vier versetzbare Schotten, die auch als Zwischendeck eingesetzt werden können. Der Typ 110 verfügt über 90 TEU Containerstellplätze. Je nach Ausführung wurden Faltlukendeckel oder stapelbare sogenannte „Piggy-Back“-Lukendeckel verbaut. Alle Schiffe wurden ohne Ladegeschirr abgeliefert. Die Frauke erhielt im Jahr 1989 nachträglich einen Ladekran, den man 1992 wieder demontierte.

## Die Schiffe
| Sietas Typ 110     | Sietas Typ 110 | Sietas Typ 110 | Sietas Typ 110 | Sietas Typ 110         | Sietas Typ 110               | Sietas Typ 110 |
| Bauname            | Typ            | Bau- nummer    | IMO- Nummer    | Stapellauf Ablieferung | Auftraggeber                 | Umbenennungen und Verbleib |
| ------------------ | -------------- | -------------- | -------------- | ---------------------- | ---------------------------- | --- |
| Deike              | 110            | 877            | 8104553        | 28.09.1981 05.11.1981  | Hermann Buss, Leer           | 1998 Hunter, 2007 Ballyhealy, 2012 Gulf City, 2019 Bereket 1, 2021 Kalamaria, 2023 Dana, so 2024 in Fahrt |
| Tini               | 110            | 872            | 8104527        | 09.10.1981 21.11.1981  | Heino Winter, Hamburg        | 1988 Loke, 1993 Tini, 1995 Torex, 1995 Kaaksburg, am 2. Januar 1999 bei Figueira da Foz gestrandet, nach Bergung am 28. Februar 2003 in Vigo verschrottet |
| Margaretha         | 110            | 885            | 8104577        | 16.10.1981 05.12.1981  | Henry Breuer, Hamburg        | 1996 Angelburg, 2004 Helm Voyager, 2005 Bellatrix, 2009 Cassiopeia, 2015 Destiny, 2021 Zuhre Hanim, so 2024 in Fahrt |
| Helga              | 110            | 874            | 8104541        | 30.10.1981 19.12.1981  | Hans Heinrich, Hove          | 1992 Tafelberg, 2002 Vudi, 2010 Traveberg, 2023 Sargas, so 2024 in Fahrt |
| Carola             | 110            | 927            | 8104591        | 09.11.1981 30.12.1981  | Hans Georg Vöge, Drochtersen | 1994 Lania, 1998 Andrea, 2007 Merlin, 2011 Gulf River, 2019 Mastrokostas, so 2024 in Fahrt |
| Jule               | 110            | 873            | 8104539        | 24.11.1981 15.01.1982  | Heino Winter, Hamburg        | 1989 Balder, 1993 Jule, 1994 Keitum, 1995 Breitenburg, 2004 Tramp, 2004 Helm Trader, 2005 Diadem, 2009 Vela, 2014 Vela 1, so 2024 in Fahrt |
| Catharina          | 110            | 888            | 8104589        | xx.12.1981 02.02.1982  | Henry Breuer, Hamburg        | 1996 Asseburg, am 26. Oktober 2002 rund 150 Kilometer nordöstlich von La Coruña auf Position 44.49N, 07.36W gesunken |
| Svenja             | 110            | 890            | 8111893        | 18.12.1981 13.02.1982  | Claus Heinrich, Steinkirchen | 1986 Diogo do Couto, 1995 Potenitz, 1999 Lucky, 2004 Lokys, 2011 Capella, 2012 Mesna, ab 2014 Auflieger in Kaliningrad, 2019 zwangsversteigert, Verbleib unklar |
| Niederelbe         | 110            | 905            | 8111910        | xx.xx.1982 27.02.1982  | Wilhelm Rapp, Drochtersen    | 2002 Humber, 2005 Advance, am 31. März 2008 nach Wassereinbruch 140 Kilometer querab von Penmarch, südlich von Brest, gesunken |
| Esteburg           | 110            | 904            | 8203672        | 12.10.1982 25.11.1982  | Heinrich Hauschildt, Hamburg | 1983 Sea Este, 1988 Bilbao, 1989 Esteburg, 1990 Christa Kerstin, 2007 Elm, 2013 Dayanna, 2015 Ninety One, 2017 Alfa, 2019 Rem, 2021 Elkout, so 2024 in Fahrt |
| Katja              | 110            | 920            | 8203684        | 25.10.1982 11.12.1982  | Jürgen Stahmer, Leeswig      | 1990 Birte Wehr, 1998 Humber Star, 1/1999 Birte Wehr, 7/1999 Nandia, 2004 Miktat N, 2008 Pardi, 2014 Yuzer 1, 2023 Corsage C, so 2024 in Fahrt |
| Comet              | 110            | 868            | 8203658        | 20.11.1982 20.12.1982  | Dieter Winter, Hamburg       | 1995 Steinburg, 2005 Capella, am 7. Mai 2008 Maschinenexplosion in der Biskaya, als Totalverlust verbucht und 2011 in Bilbao verschrottet |
| Ilka               | 110            | 907            | 8211198        | 26.11.1982 30.12.1982  | Alfred Hartmann, Emden       | 1998 Laura, 2004 Aras III, 2007 Seven Star, so 2024 in Fahrt |
| Jenika             | 110            | 934            | 8300262        | 13.12.1982 28.01.1983  | Rolf Rohwedder, Emden        | abgeliefert als Sea Weser, 1999 Treuburg, 2004 Stabben Junior, 2011 Molo Carrier, 2013 Optimar, am 23. Dezember 2017 vor der Insel Hesteskjær bei Averøy auf Felsen gelaufen und von der Besatzung aufgegeben, zunächst nach Kristiansund geschleppt und im Juli 2018 in Hitra verschrottet |
| Frauke             | 110            | 897            | 8211186        | xx.12.1982 19.02.1983  | Paul Heinrich, Hamburg       | 1988 Faun, 1989 Meike, 1992 Montania, 1996 Sierksdorf, am 2. Dezember 2002 nach einer Explosion im Laderaum in Aalborg gesunken, am 29. Januar 2003 gehoben und im Februar 2003 in Grenaa abgebrochen                                                                                       |
| Polterberg         | 110a           | 908            | 8223062        | 23.04.1983 24.06.1983  | Vega Reederei, Hamburg       | 2004 Vigo, 2011 Polaris, 2013 Yokohama, 2018 Olkhon, 2019 Island Olkhon, 2021 Chorumsky 19, 2023 Sitia, so 2024 in Fahrt |
| Baursberg          | 110a           | 909            | 8223074        | 10.05.1983 08.07.1983  | Vega Reederei, Hamburg       | 1997 Normannia, 2005 Celtic Pride, 2009 Lenglo, 2013 Sajda, 2015 NS Nevela, 2023 Marmara Princess, so 2024 in Fahrt |
| Birgit Sabban      | 110a           | 911            | 8223086        | 13.07.1983 29.07.1983  | Hans August Sabban, Hamburg  | am 4. Januar 1984 nach Bruch der Ankerkette bei Bilbao auf felsiger Küste gestrandet und anschließend in Brand geraten, als Totalverlust verbucht und nach Bergung im Januar 1987 in Bilbao verschrottet                                                                                    |
| Birgit Sabban (II) | 110a           | 971            | 8415706        | xx.09.1984 05.11.1984  | Hans August Sabban, Hamburg  | 2004 Celtic Fortune, 2013 Fortune, 2021 Arel 7, so 2024 in Fahrt |
| Ruth-W             | 110b           | 961            | 8415689        | 20.10.1984 29.11.1984  | Hermann Wolter, Bargstedt    | 2002 Joiner, 2005 Larch, 2013 Gulf Stream, 2021 Zamzam I, so 2024 in Fahrt |
| Halina             | 110b           | 962            | 8415691        | 22.11.1984 20.12.1984  | Hans Otto Gadermann, Kiel    | 1988 Idun, 1989 Halina, 1997 Andorra, 2001 Uta, so 2024 in Fahrt |
| Waseberg           | 110a           | 974            | 8504246        | 08.07.1985 15.08.1985  | Vega Reederei, Hamburg       | 2005 Celtic Voyager, 2013 Menas, 2016 Arel 3, so 2024 in Fahrt |
| Heidberg           | 110a           | 982            | 8504272        | 15.07.1985 29.08.1985  | Vega Reederei, Hamburg       | 2006 Arundo, 2018 Seven Dream, 2020 Quaterdecies, am 7. Juli 2022 im Ionischen Meer gesunken |
| Gerda Rambow       | 110c           | 999            | 8504284        | 29.07.1985 11.09.1985  | H. & W. Rambow, Assel        | 1995 Coimbra, 2005 Ivy, 2017 Ivy 1, so 2024 in Fahrt |
| Katharina Siemer   | 110c           | 960            | 8509820        | 23.08.1985 26.09.1985  | Kurt Siemer, Lübeck          | 1993 RMS Hispania, 1995 Katharina S, 1999 Katharina Siemer, 2013 Maureen S., 2022 Coe Mina, so 2024 in Fahrt |
| Mühlenberg         | 110a           | 964            | 8515661        | 21.11.1985 09.01.1986  | Vega Reederei, Hamburg       | 2006 Celtic Mariner, 2013 Tahsin Kalkavan, so 2024 in Fahrt |
| Petra Gunda        | 110b           | 989            | 8520458        | 07.12.1985 24.01.1986  | Hans Heinrich, Hove          | 1995 Marlies Sabban, 2006 Celtic Freedom, 2013 Muhammet Gumustas 4, so 2024 in Fahrt |
| Bargstedt          | 110b           | 987            | 8520446        | 16.12.1985 07.02.1986  | Hermann Wolter, Bargstedt    | 1996 Viseu, 2006 Salix, so 2024 in Fahrt |